# Comuna Helegiu, Bacău
Helegiu (în trecut, Drăgugești) este o comună în județul Bacău, Moldova, România, formată din satele Brătila, Deleni, Drăgugești și Helegiu (reședința).

## Așezare
Comuna se află în zona centrală a județului, pe cursul râului Tazlău, la nord de municipiul Onești. Este traversată de șoseaua națională DN11, care leagă Bacăul de Onești.

## Demografie
Componența etnică a comunei Helegiu
     Români (94,39%)
     Alte etnii (0,08%)
     Necunoscută (5,53%)
Componența confesională a comunei Helegiu
     Ortodocși (94,07%)
     Alte religii (0,25%)
     Necunoscută (5,68%)
Conform recensământului efectuat în 2021, populația comunei Helegiu se ridică la 5.934 de locuitori, în scădere față de recensământul anterior din 2011, când fuseseră înregistrați 6.567 de locuitori. Majoritatea locuitorilor sunt români (94,39%), iar pentru 5,53% nu se cunoaște apartenența etnică. Din punct de vedere confesional, majoritatea locuitorilor sunt ortodocși (94,07%), iar pentru 5,68% nu se cunoaște apartenența confesională.

## Politică și administrație
Comuna Helegiu este administrată de un primar și un consiliu local compus din 15 consilieri. Primarul, Ion Măgdălina[*], de la Partidul Social Democrat, este în funcție din 1 noiembrie 2024. Începând cu alegerile locale din 2024, consiliul local are următoarea componență pe partide politice:
|  | Partid                          | Consilieri | Componența Consiliului | Componența Consiliului | Componența Consiliului | Componența Consiliului | Componența Consiliului |
|  | ------------------------------- | ---------- | ---------------------- | ---------------------- | ---------------------- | ---------------------- | ---------------------- |
|  | Partidul Social Democrat        | 5          |                        |                        |                        |                        |                        |
|  | Partidul Național Liberal       | 4          |                        |                        |                        |                        |                        |
|  | Partidul Mișcarea Populară      | 3          |                        |                        |                        |                        |                        |
|  | Alianța pentru Unirea Românilor | 2          |                        |                        |                        |                        |                        |
|  | Uniunea Salvați România         | 1          |                        |                        |                        |                        |                        |

## Istorie
La sfârșitul secolului al XIX-lea, comuna purta denumirea de Drăgugești, făcea parte din plasa Tazlăul de Jos a județului Bacău și era formată din satele Drăgugești, Helegiu (reședința) și Deleni, cu 2445 de locuitori ce trăiau în 698 de case. În comună existau o școală mixtă cu 22 de elevi (dintre care 3 fete), deschisă în satul Helegiu în 1865, și trei biserici (una în fiecare sat). La acea vreme, pe teritoriul actual al comunei mai funcționa în aceeași plasă și comuna Brătila, formată din satele Brătila de Jos, Brătila de Mijloc, Brătila de Sus, Gura Văii și Ciorta, cu 1219 locuitori ce trăiau în 326 de case; aici existau o școală mixtă la Brătila de Mijloc și trei biserici ortodoxe, iar principalii proprietari erau statul român, Ovanes Agianoglu, G. Mihail, Ecaterina Codreanu și Ecaterina Manole Iancu.
Anuarul Socec din 1925 consemnează cele două comune în plasa Tazlău a aceluiași județ: comuna Brătila avea în satele Brătila de Jos, Brătila de Mijloc, Brătila de Sus și Ciortea 1658 de locuitori; în vreme ce comuna Dumbrava, redenumită acum Helegiu după satul de reședință, avea 2710 locuitori în aceleași trei sate.
În 1950, cele două comune au fost transferate raionului Târgu Ocna din regiunea Bacău. În 1968, ele au revenit la județul Bacău, reînființat, comuna Brătila fiind desființată și inclusă în comuna Helegiu. Tot atunci, satele Ciortea, Brătila de Jos, Brătila de Mijloc și Brătila de Sus au fost comasate, formând satul Brătila.